# Asmaa Mahfouz
Asmaa Mahfouz (tiếng Ả Rập: أسماء محفوظ, phát âm [ʔæsˈmæːʔ mɑħˈfuːz, ˈʔæsmæ-], sinh ngày 1 tháng 2 năm 1985) là nhà hoạt động người Ai Cập và là một trong những người sáng lập Phong trào giới trẻ 6 tháng 4. Cô được nhà báo Mona Eltahawy và những người khác coi là đã giúp khởi động cuộc nổi dậy của quần chúng thông qua video blog của cô đưa lên mạng một tuần lễ trước khi bắt đầu cuộc Cách mạng Ai Cập 2011. Cô là thành viên nổi bật của "Liên minh giới trẻ Cách mạng" (Coalition of the Youth of the Revolution) của Ai Cập và là một trong những nhà lãnh đạo cuộc Cách mạng Ai Cập.

## Tiểu sử
Asmaa Mahfouz sinh ngày 1.2.1985 tại Cairo, Ai Cập. Cô học ở Đại học Cairo, đậu bằng cử nhân Quản trị kinh doanh. Sau đó cô đã cùng nhiều bạn trẻ Ai Cập khác lập ra Phong trào giới trẻ 6 tháng 4.

## Cuộc nổi dậy ở Ai Cập tháng Giêng 2011
Mahfouz được cho là đã khởi động các cuộc phản đối mở đầu cho cuộc nổi dậy ở Cairo trong tháng 1 năm 2011. Trong một video blog đưa lên Facebook ngày 18.1.2011, cô đã kêu gọi các người Ai Cập hãy đòi các quyền con người của mình và lên tiếng phản đối chế độ của tổng thống Hosni Mubarak. Cuốn video này đã được đưa lên Youtube. Trong một cuộc phỏng vấn của đài truyền hình al-Mihwar TV, cô nói là một tuần lễ trước ngày 25.1.2011, cô đã đưa một video lên Facebook loan báo rằng cô sẽ tới Quảng trường Tahrir để phản đối chính phủ. Mahfouz nói rằng 4 bạn trẻ Ai Cập khác đã cùng đi với cô, và rằng các cơ quan an ninh nội chính đã nhanh chóng bao vây và đẩy nhóm của cô ra khỏi quảng trường.

Sau đó cô đưa một video khác lên mạng, loan báo ý định của cô sẽ trở lại quảng trường vào ngày 25.1.2011 là ngày lễ nghỉ chính thức ở Ai Cập để vinh danh cảnh sát đã hy sinh trong cuộc đụng độ với lực lượng quân sự Anh. Trong video này, cô yêu cầu các người Ai Cập xuống đường, nói rằng, 
Nếu bạn cho rằng bạn chính là một người đàn ông, thì hãy đến với tôi ngày 25 tháng Giêng này. Kẻ nào nói rằng phụ nữ không nên đi biểu tình phản đối, vì họ sẽ bị đánh đập, thì hãy để cho kẻ đó có chút danh dự và phẩm chất đàn ông và hãy đến cùng tôi ngày 25 tháng Giêng. Kẻ nào nói rằng không đáng đến vì chỉ có một dúm người, thì tôi muốn nói với anh ta rằng: Anh chính là nguyên nhân của sự ít người đến đó và anh là một kẻ phản bội, y chang như viên tổng thống hay bất kỳ một tên cớm an ninh nào đó đã đánh chúng tôi trên đường phố.'
Sau này trong năm 2011, Mahfouz đã bị bắt vì bị cáo buộc là đã phỉ báng Hội đồng tối cao của Lực lượng vũ trang Ai Cập khi gọi họ là "hội đồng chó" (council of dogs). Cô được chuyển đến một tòa án quân sự xét xử, khiến cho những nhà hoạt động cũng như các người có triển vọng làm tổng thống như Mohamed El Baradei và Ayman Nour, phản đối việc cáo buộc cô ở tòa án quân sự. Mahfouz được tại ngoại với khoản tiền bảo lãnh 20.000 Pound Ai Cập, tương đương khoảng 3.350 dollar Mỹ. Sau đó Hội đồng tối cao của Lực lượng vũ trang Ai Cập đã từ bỏ việc cáo buộc và phóng thích Asmaa cùng một nhà hoạt động khác tên là Loay Nagaty.
Hiện nay cô làm việc cho một công ty máy tính.

## Giải thưởng
Ngày 27.10.2011, Nghị viện châu Âu đã trao tặng cô Giải thưởng Sakharov năm 2011, cùng với 4 nhà hoạt động châu Phi khác,